# Microsoft Midori
O Microsoft Midori é um sistema operacional desenvolvido pela Microsoft Research, divisão de pesquisa da Microsoft Corporation. Em teoria, seria lançado nos próximos anos como um sucessor do Windows NT, algo que nunca aconteceu.